# Шепетово (гміна)
Гміна Шепетово (пол. Gmina Szepietowo) — місько-сільська гміна у східній Польщі. Належить до Високомазовецького повіту Підляського воєводства.
Станом на 31 грудня 2011 у гміні проживало 7372 особи.

## Територія
Згідно з даними за 2007 рік площа гміни становила 151.90 км², у тому числі:
- орні землі: 76.00%
- ліси: 17.00%

Таким чином, площа гміни становить 11.85% площі повіту.

## Населення
Станом на 31 грудня 2011:
| Опис     | Загалом | Загалом | Чоловіки | Чоловіки | Жінки | Жінки |
| -------- | ------- | ------- | -------- | -------- | ----- | ----- |
| одиниця  | осіб    | %       | осіб     | %        | осіб  | %     |
| все      | 7372    | 100     | 3735     | 50.66    | 3637  | 49.34 |
| міське   | 2320    | 100     | 1173     | 50.56    | 1147  | 49.44 |
| сільське | 5052    | 100     | 2562     | 50.71    | 2490  | 49.29 |

## Сусідні гміни
Гміна Шепетово межує з такими гмінами: Бранськ, Високе-Мазовецьке, Клюково, Нові Пекути, Чижев.